# Championnats d'Amérique du Sud d'athlétisme 1969
Navigation
Buenos Aires 1967 Lima 1971
Les 25e championnats d'Amérique du Sud d'athlétisme ont eu lieu à Quito, en Équateur.

## Résultats

### Épreuves masculines
| Épreuve | Or                           | Or                  | Argent                                              | Argent              | Bronze                      | Bronze              |
| --- | ---------------------------- | ------------------- | --------------------------------------------------- | ------------------- | --------------------------- | ------------------- |
| 100 mètres | Iván Moreno Chili            | 10 s 6 (A)          | Fernando Acevedo Pérou                              | 10 s 6 (A)          | Andrés Calonge Argentine    | 10 s 7 (A)          |
| 200 mètres | Iván Moreno Chili            | 20 s 9 (A) CR       | Fernando Acevedo Pérou                              | 21 s 0 (A)          | Andrés Calonge Argentine    | 21 s 1 (A)          |
| 400 mètres | Andrés Calonge Argentine     | 46 s 9 (A)          | Raúl Dome Venezuela                                 | 47 s 6 (A)          | José Rabaça Brésil          | 47 s 9 (A)          |
| 800 mètres | Jorge Grosser Chili          | 1 min 54 s 1 (A)    | Darcy Pereira Brésil                                | 1 min 55 s 5 (A)    | Roberto Salmona Chili       | 1 min 55 s 9 (A)    |
| 1 500 mètres | Jorge Grosser Chili          | 4 min 04 s 7 (A)    | Roberto Salmona Chili                               | 4 min 06 s 5 (A)    | Clelio Jacome Équateur      | 4 min 08 s 5 (A)    |
| 5 000 mètres | Víctor Mora Colombie         | 15 min 36 s 6 (A)   | Clelio Jacome Équateur                              | 15 min 41 s 4 (A)   | José Ramírez Chili          | 15 min 49 s 3 (A)   |
| 10 000 mètres | Víctor Mora Colombie         | 32 min 27 s 2 (A)   | Mario Cutropia Argentine                            | 32 min 28 s 6 (A)   | José Ramírez Chili          | 32 min 41 s 0 (A)   |
| Marathon | Pedro Cárdenas Colombie      | 2 h 36 min 36 s (A) | José Ramírez Chili                                  | 2 h 43 min 41 s (A) | Mario Cutropia Argentine    | 2 h 46 min 56 s (A) |
| 3000 mètres steeple | Jorge Grosser Chili          | 9 min 51 s 2 (A)    | Víctor Mora Colombie                                | 9 min 53 s 2 (A)    | Rafael Baracaldo Colombie   | 9 min 53 s 2 (A)    |
| 110 mètres haies | Patricio Saavedra Chili      | 14 s 6 (A)          | Alfredo Deza Pérou                                  | 14 s 6 (A)          | Enrique Rendón Venezuela    | 14 s 7 (A)          |
| 400 mètres haies | Juan Carlos Dyrzka Argentine | 52 s 0 (A)          | Jorge Vallecilla Équateur                           | 52 s 7 (A)          | Santiago Gordon Chili       | 52 s 8 (A)          |
| Saut en hauteur | Luis Arbulú Pérou            | 2,00 m (A) CR       | Luis Barrionuevo Argentine José Dalmastro Argentine | 1,95 m (A)          |                             |                     |
| Saut à la perche | Daniel Argoitía Argentine    | 4,40 m (A) CR       | Ciro Valdés Colombie                                | 4,10 m (A)          | Augusto León Piqueras Pérou | 3,70 m (A)          |
| Saut en longueur | Admilson Chitarra Brésil     | 7,60 m (A) CR       | Iván Moreno Chili                                   | 7,54 m (A)          | Eduardo Labalta Argentine   | 7,21 m (A)          |
| Triple saut | Nelson Prudêncio Brésil      | 16,34 m (A) CR      | Joel Dias Brésil                                    | 14,80 m (A)         | Ariel González Argentine    | 14,65 m (A)         |
| Lancer du poids | José Jacques Brésil          | 16,88 m (A) CR      | Mario Peretti Argentine                             | 15,65 m (A)         | Juan Turri Argentine        | 15,64 m (A)         |
| Lancer du disque | Dagoberto González Colombie  | 51,66 m (A)         | José Jacques Brésil                                 | 50,88 m (A)         | Gustavo Gutierrez Colombie  | 50,64 m (A)         |
| Lancer du marteau | José Vallejo Argentine       | 61,58 m (A) CR      | Celso de Moraes Brésil                              | 56,50 m (A)         | Darwin Piñeyrúa Uruguay     | 56,48 m (A)         |
| Lancer du javelot | Rolf Hoppe Chili             | 69,76 m (A) CR      | Paulo de Faría Brésil                               | 63,50 m (A)         | Jorge Peña Chili            | 62,98 m (A)         |
| Décathlon | Héctor Thomas Venezuela      | 6 720 pts (A)       | Paulo Matschinske Brésil                            | 6 124 pts (A)       | Arno Lagies Chili           | 5 948 pts (A)       |
| Relais 4 × 100 mètres | Colombie                     | 40 s 2 (A) CR       | Pérou                                               | 40 s 7 (A)          | Chili                       | 40 s 7 (A)          |
| Relais 4 × 400 mètres | Argentine                    | 3 min 12 s 3 (A) CR | Brésil                                              | 3 min 13 s 2 (A)    | Pérou                       | 3 min 13 s 7 (A)    |
| Records et Performances - AR : Record continental (area record) - CR : Record des championnats (championship record) - MR : Record du meeting (meet record) - NR : Record national (national record) - OR : Record olympique (olympic record) - PR : Record paralympique (paralympic record) - PB : Record personnel (personal best) - SB : Meilleure performance personnelle de la saison (season's best) - WL : Meilleure performance mondiale de l'année (world leader) - WJR : Record du monde junior (world junior record) - WR : Record du monde (world record) Circonstances et Conditions - DNF : N'a pas terminé (did not finish) - DNS : N'a pas pris le départ (did not start) - DQ : Disqualification (disqualification) - NM : Aucun essai valable enregistré (No Mark) - Q : Qualifié « directement » au prochain tour (ou à la prochaine compétition), lors d'une compétition majeure, grâce au classement ou à la réalisation des minima (automatic qualifier) - q : Qualifié au prochain tour (ou à la prochaine compétition), lors d'une compétition majeure, grâce au repêchage ou à la réalisation de l'une des meilleures performances parmi celles des « non qualifiés directement » (grâce au meilleur temps ou à la meilleure distance par exemple) (secondary qualifier) |                              |                     |                                                     |                     |                             |                     |

(A) = affecté par l'altitude

### Épreuves féminines
| Épreuve | Or                             | Or               | Argent                         | Argent           | Bronze                                   | Bronze           |
| --- | ------------------------------ | ---------------- | ------------------------------ | ---------------- | ---------------------------------------- | ---------------- |
| 100 mètres | Silvina Pereira Brésil         | 11 s 7 (A) CR    | Josefa Vicent Uruguay          | 11 s 9 (A)       | María Luisa Vilca Pérou                  | 12 s 3 (A)       |
| 200 mètres | Silvina Pereira Brésil         | 24 s 0 (A) CR    | Josefa Vicent Uruguay          | 24 s 6 (A)       | Cristina Filgueira Argentine             | 25 s 0 (A)       |
| 400 mètres | Josefa Vicent Uruguay          | 56 s 1 (A) CR    | Melania Fontanarrosa Argentine | 57 s 4 (A)       | Cristina Filgueira Argentine             | 57 s 5 (A)       |
| 800 mètres | Melania Fontanarrosa Argentine | 2 min 17 s 8 (A) | Nilda Fernández Argentine      | 2 min 18 s 4 (A) | Lourdes Vega Équateur                    | 2 min 32 s 3 (A) |
| 80 mètres haies | Carlota Ulloa Chili            | 11 s 0 (A) CR    | Graciela Paviotti Argentine    | 11 s 4 (A)       | Ana Udini Uruguay                        | 11 s 4 (A)       |
| Saut en hauteur | Maria da Conceição Brésil      | 1,70 m (A) CR    | Aída dos Santos Brésil         | 1,60 m (A)       | Patricia Montero Pérou Ana Udini Uruguay | 1,55 m (A)       |
| Saut en longueur | Silvina Pereira Brésil         | 5,85 m (A)       | Alicia Kaufmanas Argentine     | 5,70 m (A)       | Ana Akiko Omote Brésil                   | 5,61 m (A)       |
| Lancer du poids | Rosa Molina Chili              | 13,30 m (A)      | Neide Gomes Brésil             | 13,02 m (A)      | Maria Boso Brésil                        | 12,68 m (A)      |
| Lancer du disque | Odete Domingos Brésil          | 42,92 m (A)      | Gladys Ortega Argentine        | 41,92 m (A)      | Isolina Vergara Colombie                 | 40,48 m (A)      |
| Lancer du javelot | Rosa Molina Chili              | 45,52 m (A)      | Flor Umaña Colombie            | 43,74 m (A)      | Kiyomi Nakagawa Brésil                   | 41,02 m (A)      |
| Pentathlon | Aída dos Santos Brésil         | 4 422 pts (A) CR | Elisabeth Nunes Brésil         | 4 234 pts (A)    | Carlota Ulloa Chili                      | 4 107 pts (A)    |
| Relais 4 × 100 mètres | Brésil                         | 46 s 0 (A) CR    | Argentine                      | 47 s 0 (A)       | Chili                                    | 48 s 6 (A)       |
| Records et Performances - AR : Record continental (area record) - CR : Record des championnats (championship record) - MR : Record du meeting (meet record) - NR : Record national (national record) - OR : Record olympique (olympic record) - PR : Record paralympique (paralympic record) - PB : Record personnel (personal best) - SB : Meilleure performance personnelle de la saison (season's best) - WL : Meilleure performance mondiale de l'année (world leader) - WJR : Record du monde junior (world junior record) - WR : Record du monde (world record) Circonstances et Conditions - DNF : N'a pas terminé (did not finish) - DNS : N'a pas pris le départ (did not start) - DQ : Disqualification (disqualification) - NM : Aucun essai valable enregistré (No Mark) - Q : Qualifié « directement » au prochain tour (ou à la prochaine compétition), lors d'une compétition majeure, grâce au classement ou à la réalisation des minima (automatic qualifier) - q : Qualifié au prochain tour (ou à la prochaine compétition), lors d'une compétition majeure, grâce au repêchage ou à la réalisation de l'une des meilleures performances parmi celles des « non qualifiés directement » (grâce au meilleur temps ou à la meilleure distance par exemple) (secondary qualifier) |                                |                  |                                |                  |                                          |                  |

(A) = affecté par l'altitude

## Tableau des médailles
| Rang | Nation    | Or | Argent | Bronze | Total |
| ---- | --------- | -- | ------ | ------ | ----- |
| 1    | Brésil    | 10 | 10     | 4      | 24    |
| 2    | Chili     | 10 | 3      | 9      | 22    |
| 3    | Argentine | 6  | 10     | 8      | 24    |
| 4    | Colombie  | 5  | 3      | 3      | 11    |
| 5    | Pérou     | 1  | 4      | 4      | 9     |
| 6    | Uruguay   | 1  | 2      | 3      | 6     |
| 7    | Venezuela | 1  | 1      | 1      | 3     |
| 8    | Équateur  | 0  | 2      | 2      | 4     |